# Acrotomodes hepaticata
Acrotomodes hepaticata es una especie de polilla perteneciente a la familia Geometridae, descrita por primera vez por el lepidopterólogo inglés William Warren en 1895 con distribución en Brasil.

## Descripción
Es una polilla mediana, con una envergadura de 38 milímetros (1,5 plg). Las alas anteriores son gris canoso, con líneas y marcas de color hígado opaco (de ahí el nombre de la especie), irregularmente salpicadas de puntos negruzcos. La línea submarginal aparece como una fascia pálida sinuosa ligeramente brillante, volviéndose casi blanca en el ápice del ala, delante de la cual hay un triángulo marrón opaco y una franja de color marrón. Las alas posteriores tienen un patrón igual que las anteriores. La parte inferior de las alas son rojizas cinérea, muy moteada con pecas negruzcas gruesas y blanquecina en algunas zonas. 
La cabeza, tórax y abdomen son de color gris pálido, mientras quela cara y palpos son rojizos.